# Зубић
Зубић је српско презиме које датира још из доба владавине Турака (Османлија) и потиче са простора Косова и Метохије.
Легенда о настанку презимена каже да је презиме потекло од надимка хајдучког вође Деда Зубана, који је надимак стекао зубима заклавши Турке који су дошли по харач.